# Katja Bürkle

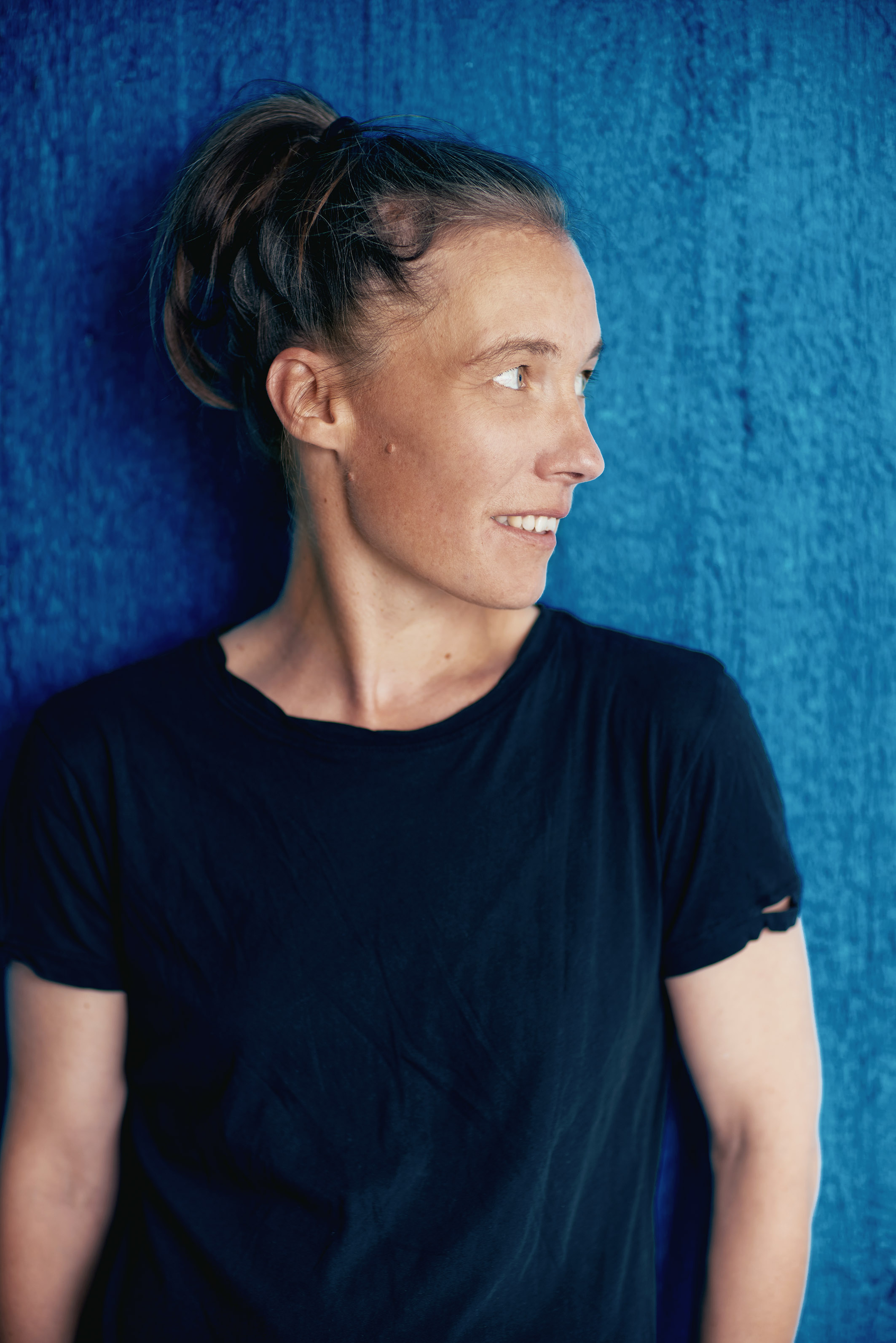
Katja Bürkle (2020)

Katja Bürkle (* 1978 in Stuttgart) ist eine deutsche Schauspielerin.

## Werdegang
Bürkle studierte von 1997 bis 2001 Schauspiel an der Hochschule für Musik und Darstellende Kunst in Stuttgart. Ihr erstes festes Engagement erhielt sie 2000 am Staatstheater Stuttgart und wurde zwei Jahre später in der Kritikerumfrage der Zeitschrift Theater heute zur „Nachwuchsschauspielerin des Jahres“ gekürt. Von 2008 bis 2017 war sie festes Ensemblemitglied der Münchner Kammerspiele und wirkte in zahlreichen preisgekrönten Inszenierungen mit, so in der Uraufführung von Elfriede Jelineks Rechnitz (Der Würgeengel). Nach einer Spielzeit am Residenztheater München arbeitet sie seit 2018 als freie Schauspielerin. Neben Theaterengagements, u. a. am Deutschen Theater Berlin, dem Wiener Burgtheater und den Salzburger Festspielen übernahm sie zunehmend Rollen in Film- und Fernsehproduktionen. 2018 wurde sie beim Internationalen Theaterfestival in Teheran für ihre Performance in Hamlet (Regie Christopher Rüping) als beste Schauspielerin ausgezeichnet. Für ihre Darstellung des Franz Moor in Ulrich Rasches Die Räuber-Inszenierung wird sie für den FAUST-Preis nominiert.
Katja Bürkle ist darüber hinaus Sprecherin für Hörbücher, Radioproduktionen und Dokumentationen. Außerdem unterrichtet sie den Schauspielnachwuchs an der Otto-Falckenberg-Schule München. Im Februar 2021 war Bürkle Teil der Initiative #ActOut im SZ-Magazin, zusammen mit 184 anderen lesbischen, schwulen, bisexuellen, queeren, intergeschlechtlichen und transgender Personen aus dem Bereich der darstellenden Künste.

## Auszeichnungen (Auswahl)
- 2018 Best Actress 36th Fadjr Theaterfestival für Hamlet
- 2018 Nominierung für den deutschen Theaterpreis Der Faust für Franz Moor in Die Räuber
- 2018 Österreichischer Theaterpreis Nestroy für Die Perser, Regie: Ulrich Rasche
- 2019 Österreichischer Theaterpreis Nestroy für Die Räuber, Regie: Ulrich Rasche
- 2017 Theatertreffen Berlin mit Die Räuber, Regie: Ulrich Rasche
- 2012 Theatertreffen Berlin mit Macbeth, Regie: Karin Henkel
- 2009 Österreichischer Theaterpreis Nestroy für Rechnitz (Der Würgeengel), Regie: Jossi Wieler
- 2002 Nachwuchsschauspielerin des Jahres Theater heute
- 2002 Theatertreffen Berlin mit Thyestes, Regie: Stephan Kimmig
- 2000 Solopreis beim Treffen deutschsprachiger Schauspielstudierender

## Filmografie (Auswahl)
- 2008: Tatort: In eigener Sache
- 2010: Tatort: Hauch des Todes
- 2010: Polizeiruf 110 – Die Lücke, die der Teufel lässt
- 2011: Tatort: Jagdzeit
- 2012: Die Heimkehr
- 2014: Unter Anklage: Der Fall Harry Wörz
- 2016: Der Bozen-Krimi: Das fünfte Gebot
- 2015: Tatort: Der Inder
- 2016: Kommissarin Lucas – Schuldig
- 2017: Einsamkeit und Sex und Mitleid
- 2018: Unter Verdacht – Verschlusssache
- 2018: Ein starkes Team – Tödlicher Seitensprung
- 2018: Der Kriminalist: Zuhause
- 2019: Polizeiruf 110 – Der Ort, von dem die Wolken kommen
- 2019: Kirschblüten & Dämonen
- 2020: Tatort: Krieg im Kopf
- 2020: Tatort: Du allein
- 2020: SOKO Stuttgart: Systemfehler
- 2020: Schuss in der Nacht – Die Ermordung Walter Lübckes (TV-Dokudrama)
- 2020: Weißbier im Blut
- 2020: Wolke unterm Dach (Kino), Regie: Alain Gsponer
- 2021: Im toten Winkel (Kino), Regie: Ayse Polat
- 2021: Last Song For Stella (Kino), Regie: Kilian Friedhof
- 2022: Becoming Charlie (ZDFneo Serie), Regie: Kerstin Polte, Greta Benkelmann
- 2023: Oderbruch (ARD, Serie), Regie: Christian Alvart, Adolfo Kolmerer
- 2023: Schneekind – Ein Schwarzwaldkrimi
- 2024: Toni, männlich, Hebamme – Das Glück der Anderen (Fernsehreihe)
- 2024: Tatort: Made in China
- 2024: Tatort: Schau mich an
- 2025: Spuren (Miniserie)

## Theater
- 2020: 4.48 Psychose – Regie: Ulrich Rasche, Deutsches Theater Berlin
- 2019: Die Bakchen – Regie: Ulrich Rasche, Burgtheater Wien
- 2019: Elektra – Regie: Ulrich Rasche, Residenztheater München
- 2018:  Aischylos Die Perser – Regie: Ulrich Rasche, Salzburger Festspiele / Schauspiel Frankfurt
- 2017: Hamlet – Regie: Christopher Rüping, Münchner Kammerspiele
- 2017: Die Räuber – Regie: Ulrich Rasche, Residenztheater München
- 2017: Jagdszenen aus Niederbayern – Regie: Martin Kušej, Residenztheater München
- 2016: Dogville – Regie: Stephan Kimmig, Schauspielhaus Zürich
- 2016: War and Peace – Regie: Gob Squad, Münchner Kammerspiele
- 2015: Yesterday you Said tomorrow – Regie: Alexander Giesche, Münchner Kammerspiele
- 2014: Totally Happy – Regie: Tian Gebing / Paper Tiger
- 2013: Gasoline Bill – Regie: René Pollesch, Münchner Kammerspiele
- 2013: Amerika – Regie: Julie van den Berghe, Münchner Kammerspiele
- 2012: Der imaginäre sibirische Zirkus des Rodion Raskolnikow – Regie: Kristian Smeds, Münchner Kammerspiele
- 2012: Eure ganz großen Themen sind weg! – Regie: René Pollesch, Münchner Kammerspiele
- 2011: Atropa – Regie: Stephan Kimmig, Münchner Kammerspiele
- 2011: Macbeth – Regie: Karin Henkel, Münchner Kammerspiele
- 2011: Agatha – Regie: Julie van den Berghe, Münchner Kammerspiele
- 2010: XY Beat – Regie: René Pollesch, Münchner Kammerspiele
- 2010: Angst – Regie: Jossi Wieler, Münchner Kammerspiele
- 2010: Sommergäste/Nachtasyl – Regie: Karin Henkel, Münchner Kammerspiele
- 2010: Endstation Sehnsucht – Regie: Sebastian Nübling, Münchner Kammerspiele
- 2009: Familienbande – Regie: Lola Arías, Münchner Kammerspiele
- 2009: Ping-Pong d'Amour – Regie: René Pollesch, Münchner Kammerspiele
- 2008: Rechnitz (Der Würgeengel) – Regie: Jossi Wieler, Münchner Kammerspiele
- 2008: Hass – Regie: Sebastian Nübling, Münchner Kammerspiele
- 2000–2008: Staatstheater Stuttgart

## Hörspiele, Hörbücher und Features (Auswahl)
- 2013: Gabriele Knetsch: Handelseinig – DDR Zwangsarbeit und die Verantwortung deutscher Firmen – Regie: Nikolai von Koslowski (Feature – BR)
- 2021: Saal 101, – Regie: Ulrich Lampen. Bayerischer Rundfunk für die ARD und DLF 2015/2021.[4]
- 2022: Elena Ferrante: Neapolitanische Saga – Bearbeitung und Regie: Martin Heindel, Komposition: Ulrike Haage[5]
- 2022: Die Olympia-Protokolle, vierteiliger Podcast (radioWissen, Bayern 2) – Autorinnen: Eva Deinert, Yvonne Maier, Regie: Ron Schickler[6]

Hörbücher (Auswahl)
- 2025: Maria Borrély: Mistral
- 2023: Sabrina Imbler: So weit das Licht reicht, die Kreaturen der Tiefsee
- 2023: Alexander Kluge: Unruhiger Garten der Seele
- 2022: Lea Ypi: Frei. Erwachsenwerden am Ende der Geschichte
- 2022: Erica Ferencik: Ein Lied vom Ende der Welt
- 2022: Anne Holt: Ein Grab für Zwei
- 2020: Ragnar Jónasson: Die Hulda-Trilogie
- 2019: Maja Lunde: Die Letzten ihrer Art
- 2018: Christiane Collorio und Michael Krüger: The Poets’ Collection
- 2018: Melanie Raabe: Der Schatten
- 2017: Michael Robotham: Die Rivalin
- 2017: Elfriede Jelinek: Am Königsweg
- 2016: Sherlock Holmes: Das Geheimnis des weißen Bandes
- 2016: Hermann Schäfer: Deutsche Geschichte in 100 Objekten
- 2016: Raoul Schrott: Erste Erde Epos
- 2015: Laurence Sterne: Leben und Ansichten von Tristram Shandy, Gentleman
- 2011: Dietmar Dath: Die Abschaffung der Arten
- 2011: Alexander Kluge: Die Pranke der Natur (und wir Menschen)